# Georges Lemoine (illustrateur)
Pour les articles homonymes, voir Georges Lemoine et Lemoine.
 (septembre 2016).
Georges Lemoine, né le 14 juin 1935 à Rouen, est un illustrateur français de livres pour la jeunesse, dessinateur et auteur d'ouvrages sur des lieux emblématiques de villes.

## Biographie
Georges Lemoine s'installe avec ses parents à Paris en 1946, Il étudie à l'école des beaux-arts de Rabat lors de son service militaire, puis auprès de Marcel Jacno. Il travaille ensuite pour Étienne Delessert et Robert Massin, qui le fait entrer dans le département d'illustration pour la jeunesse des Éditions Gallimard. Il y réalise les illustrations du premier numéro de la collection « folio junior ».
Il a illustré les textes de nombreux grands écrivains. Il est connu pour ses dessins poétiques et sensibles au crayon et à l'aquarelle, aux couleurs douces et à la luminosité recherchée.
En 1988, il reçoit le prix international Prix BolognaRagazzi catégorie Premio Grafico Fiera di Bologna per la Giuventù de la Foire du livre de jeunesse de Bologne  pour Le livre de la création, qu'il a illustré, sur un texte de Pierre-Marie Beaude.
Il est membre correspondant de l'Académie des sciences, belles-lettres et arts de Rouen.

## Ouvrages illustrés
- La Maison qui s'envole, Claude Roy, Gallimard, 1977.
- L'Enfant et la Rivière, Henri Bosco, Gallimard, 1977.
- On a mangé l'alphabet, Pierre Gamarra, Bordas, coll. « Aux quatre coins du temps », 1978.
- La Petite Fille aux allumettes, Hans Christian Andersen, Gallimard, 1978.
- L'Enfant de l'étoile, Gallimard, 1978.
- Vendredi ou la vie sauvage, Michel Tournier, Gallimard, 1978.
- Comment Wang-Fô fut sauvé, Marguerite Yourcenar, Gallimard, 1979.
- Lullaby, Jean-Marie Gustave Le Clézio, Gallimard, 1980.
- Celui qui n'avait jamais vu la mer, J.-M. G. Le Clézio, Gallimard, 1982.
- Les Princes de l'Exil, Nadèjda Garrel, Gallimard Jeunesse, 1984.
- Villa aurore, J.-M. G. Le Clézio, Gallimard, 1985.
- Balaabilou, J.-M. G. Le Clézio, Gallimard, 1985.
- Leïla, Sue Alexander, Gallimard, 1986.
- Le Livre de la Création, Pierre-Marie Beaude, Centurion, 1987
- Mozart, Christophe Gallaz, La Joie de lire, 1988.
- La Cour de récréation, C. Roy, Gallimard, 1991.
- Peuple du ciel, texte de J.M.G Le Clézio, Gallimard, 1991.
- Ma sœur est une sorcière, Diana Wynne Jones, Gallimard, 1992.
- Pawana, J.-M. G. Le Clézio, Gallimard, 1995.
- Le Méchant Prince, H. C. Andersen, Gallimard, 1995.
- Passage Bourgoin, Ymare, 1995.
- Fleurs d'été et autres nouvelles japonaises, Gallimard, 1996.
- Petit cœur, Élisabeth Brami, Casterman, 1999.
- La Petite Marchande d'allumettes, A. C. Andersen, Nathan, 1999.
- Un foulard dans la nuit, Milena, Sorbier/La Martinière, 2000.
- Neige, M. Fermine, Arléa, 2000.
- Oradour la douleur, Rolande Causse, Syros, 2001.
- Couleur chagrin, Élisabeth Brami, Gauthier Languereau, 2001.
- Le Prince heureux, Oscar Wilde, Gallimard, 2002.
- Couleurs, lumières, reflets, R. Causse, Actes Sud, 2002.
- Amiens, les regards d'un promeneur, Dumerchez, 2002.
- Le Petit Soldat de Plomb, Grasset Jeunesse, 2003.
- Rouen, éphémère et permanent, Rouen, L'Armitière, 2006, 128 p. (ISBN 978-2-9528314-0-6).
- Rimbaud, les poings dans les poches crevées, Rolande Causse, Arthur Rimbaud, Gallimard, 2008.
- Zim Zim Carillon, L'Art à la page, 2009.
- Intrépides petits voyageurs, Gallimard, 2010.
- Pinocchio : l'accrobatypographe, Giboulées, 2011.
- Arbres, Forêts !, livret d'art, poèmes et photographies d'Héloïse Combes, 2013.
- Camille Claudel, la sculpture jusqu'à la folie, Rolande Causse, Oskar, 2014.
- La Petite Nageuse du Nil, Héloïse Combes, éd. Oskar, 2014.
- La sagesse du maître de thé, texte d'Héloïse Combes, Gallimard, 2015.

## Quelques prix et distinctions
- 1988 :  Prix BolognaRagazzi catégorie Premio Grafico Fiera di Bologna per la Giuventù[4], Foire du livre de jeunesse de Bologne  pour Le livre de la création, qu'il a illustré, sur un texte de Pierre-Marie Beaude.
- 1989 : Prix Saint-Exupéry[5] pour Mozart, qu'il a illustré, sur un texte de Christophe Gallaz
- 1990 : (international) « Honour List »[6] de l' IBBY, Catégorie Auteur, pour Mozart, texte de Christophe Gallaz, qu'il a illustré

## Illustrations originales
Certains de ses dessins originaux sont présents dans le fonds du Musée de l'illustration jeunesse de Moulins, dont des donations faites par Georges Lemoine ; par exemple, les illustrations de l'ouvrage Balaabilou, sur un texte de Jean-Marie Gustave Le Clézio, publié aux éditions Gallimard en 1985.